# Transplantation (Fernsehfilm)
Transplantation ist ein deutsches TV-Drama aus dem Jahre 1969 über eine medizinische Gewissensfrage auf Leben und Tod. O. W. Fischer, der hier in seinem ersten Fernsehspielfilm zu sehen war, und Horst Tappert agieren als zwei Gegenspieler in der Frage um Entscheidungsmoral. Der Film basiert auf dem tschechischen Hörspiel Dialog am Vorabend einer Gerichtsverhandlung von Oldřich Daněk.

## Handlung
Professor Kalas ist ein angesehener Mediziner, der als Chirurg über reichlich Erfahrung verfügt. Eines Tages muss er im Operationssaal eine weit reichende, auch moralisch nicht eindeutige zu beantwortende Entscheidung treffen. Ein Patient ist dem Tod geweiht und wird so oder so demnächst sterben. Diese Person könnte jedoch das Leben einer anderen retten, wenn Kalas eine ungenehmigte Organtransplantation vornehmen würde, die allerdings das Leben des todgeweihten Patienten um mehrere Minuten verkürzen würde. Kalas steht vor der schwierigsten Entscheidung seines Lebens. Er beschließt, nicht länger auf den Tod des Einen zu warten und eine Transplantation vorzuziehen, um ein anderes Leben zu retten.
Dafür wird er vom Gesetz angeklagt. Professor Kalas ringt mit sich selbst und liefert sich im Gerichtssaal ein wortgewaltiges Argumentationsduell, das alle Perspektiven seiner Entscheidung beleuchtet: die medizinische, die ethische und die Frage, wie man um die „richtige“ Entscheidung zwischen Berufung und Gewissen, zwischen Wagnis und Verantwortung ringen kann. Am Ende muss zwischen juristischer und moralischer Schuld entschieden werden. Auch wenn das Gesetz diesbezüglich eindeutig ist und den Chirurgen schwer belastet, „so beruft sich der erfahrene Arzt auf den schmalen Bereich, beruflicher Kompetenz, der nur seinem Gewissen unterliegt.“

## Produktionsnotizen
Transplantation entstand 1969 und wurde im ZDF am Freitag, dem 21. November 1969 um 20 Uhr 15 ausgestrahlt.

## Einzelnachweis
1. ↑  Dorin Popa: O. W. Fischer. Seine Filme – sein Leben. Herausgeber: Bernhard Matt. Heyne Verlag, München 1989. S. 228